# Alexandre Montfort
Alexandre Monfort, a volte chiamato de Monfort (Parigi, 12 maggio 1803 – Parigi, 13 febbraio 1856), è stato un compositore francese che scrisse soprattutto opere comiche.

## Biografia
Dopo aver studiato al Conservatorio di Parigi con Henri-Montan Berton, François-Adrien Boieldieu e François-Joseph Fétis, vi ottenne il primo premio di pianoforte nel 1826. riportò il 2º posto al Premio Roma nel 1829 e tentò di nuovo la prova l'anno successivo, quando arrivò a condividere il 1º Premio con Hector Berlioz. A Roma compose in particolare una fantasia sinfonica, il cui soggetto è una serata sugli Appennini, ai piedi del monastero di Subiaco, eseguita a Parigi nel 1834.
Ritornato a Parigi dopo il suo soggiorno a Roma, compose un balletto per l'Opera, La Chatte metamorphosée en femme (1837), alcune liriche e brani per pianoforte. Dal 1839 si dedicò principalmente alla scrittura di opere comiche.
Nel dicembre 1842 sposò una nipote di Edmond Crosnier, allora direttore dell'Opéra-Comique.
Morì di tifo il 13 febbraio 1856.
Nella Histoire de la seconde salle Favart, pubblicata a puntate su Le Ménestrel nel 1889, Soubies e Malherbe dipingono il compositore in modo poco lusinghiero: lo trovano bravo, ma poco originale e più solito a cercare passivamente l'ispirazione, piuttosto che rincorrerla o esserne naturalmente infuso, come altri artisti di maggior levatura".

## Opere
- |1837: La Chatte métamorphosée en femme, balletto, libretto di Charles Duveyrier;
- 1839: Polichinelle, Opéra-comique, libretto di Eugène Scribe e Duveyrier;
- 1841: La Jeunesse de Charles-Quint, opéra-comique, libretto di Mélesville e Duveyrier;
- 1844: La Sainte-Cécile, opéra-comique, libretto di Jacques-François Ancelot e Alexis Decomberousse;
- 1845: La Charbonnière, opéra-comique, libretto di Scribe e Mélésville;
- 1853: |L'Ombre d'Argentine, opéra-comique, libretto di Jean-François Bayard e Edmond de Biéville;
- 1855: Deucalion et Pyrrha, opéra-comique, libretto di Jules Barbier e Michel Carré;